# Наварро, Сандер
Сандер Андрес Наварро де ла Крус (англ. Sander Andrés Navarro de la Cruz; род. 22 июля 2003, Санта-Марта) — колумбийский футболист, защитник клуба «Мильонариос».

## Клубная карьера
Наварро — воспитанник клуба «Мильонариос». 16 июля 2023 года в матче против Депортиво Пасто он дебютировал в Кубке Мустанга. В своём дебютном сезоне игрок выиграл чемпионат.

## Достижения
Клубные
 «Мильонариос»
- Победитель Кубка Мустанга — Апертура 2023